# Nikita Simonyan
Nikita Pavlovich Simonyan ou apenas Mrktych Simonyan - respectivamente, em russo, Никита Павлович Симонян e, em armênio, Մկրտիչ Սիմոնյան (Armavir, 12 de outubro de 1926), é um ex-futebolista soviético, nascido na atual Rússia, sendo filho de armênios que talvez estivessem refugiados do genocídio ocorrido com este povo praticado pela Turquia.

## Carreira

### Clubes
Jogou por dois clubes: pelo Krylya Sovetov Moscou, de 1946 a 1948; e de 1949 a 1959 pelo Spartak Moscou, pelo qual foi tetracampeão do campeonato soviético (em 1952, 1953, 1956 e 1958), do qual foi três vezes artilheiro (em 1949, 1950 e 1953).

### Seleção Soviética
Pela Seleção Soviética, jogou 20 vezes, marcando 10 gols, numa média de um gol a cada dois jogos. Pela URSS, conquistou a medalha de ouro olímpica em 1956 e foi chamado à Copa do Mundo de 1958. 

### Treinador
Tornou-se técnico após aposentar-se da carreira de jogador, conquistando como treinador outros dois títulos soviéticos para o Spartak, em 1962 e 1969. Era o treinador do Ararat Erevan, de sua Armênia de origem, na única ocasião em que o clube conquistou o campeonato soviético, em 1973 (o que também fora a única conquista na Liga de uma equipe armênia). Treinou também o ucraniano Chornomorets Odessa, em 1980 e 1981, além da Seleção Soviética, em 1977 e 1978.

## Galeria de imagens

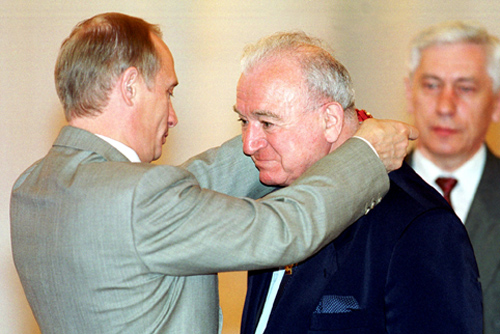
Simonyan e o presidente russo Vladimir Putin, em 2000.
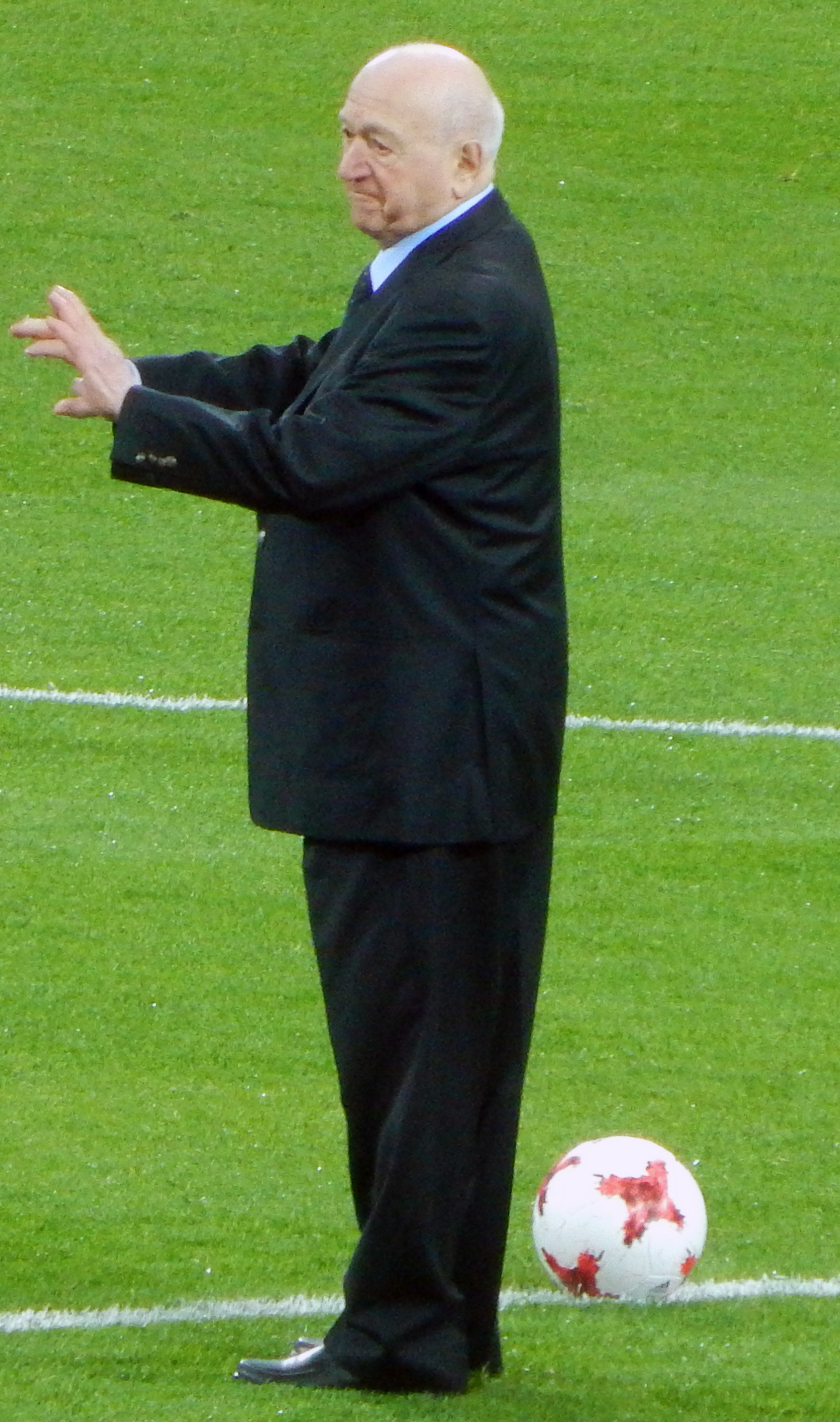
Na inauguração do Estádio Olímpico de Fisht, em 2017.
Selo em homenagem a Simonyan, publicado na Abecásia.